# ملكة جمال الدولية 1967
ملكة جمال الدولية 1967 ، هي النسخة المسابقة السابعة لملكة جمال الدولية ، أقيمت مسابقة في 29 أبريل 1967 في لونغ بيتش البلدية قاعة، لونغ بيتش، كاليفورنيا، الولايات المتحدة الأمريكية. تنافس 46 متسابقة على المسابقة. في نهاية الحدث توجت ميرتا ماسا من الأرجنتين بلقب ملكة جمال عام 1967 من قبل صاحبة اللقب المنتهية ولايتها إنغريد فينغر من ألمانيا.

## النتائج

### المراكز النهائية
| النتائج النهائية       | المتنافسة |
| ---------------------- | --- |
| ملكة جمال الدولية 1967 | - الأرجنتين - ميرتا ماسا |
| الوصيفة الأولى         | - إسرائيل - يافا شرير |
| الوصيفة الثانية        | - الولايات المتحدة - باميلا الفاست |
| الوصيفة الثالثة        | - بيرو - مارثا كويمبر سواريز |
| الوصيفة الرابعة        | - هونغ كونغ - جيزيلا ما كا واي |
| أفضل 15                | - النمسا - أنجليكا ايتشبيرجر - البرازيل - فيرجينيا باربوسا دي سوزا - إنجلترا - سونيا جيل روس - فنلندا - ترتو هيلينا رونكانين - غوام - مارجريت جلوفر - إيطاليا - جيلدا جيوفريدا - اليابان - هيروكو ساساكي - السويد - جونيلا سوندبيرج - سويسرا - أورسولا إيسلر - يوغوسلافيا - سلافينكا فيسيلينوفيتش |

## روابط خارجية
- Pageantopolis - ملكة جمال الدولية 1967